# Germain Colladon

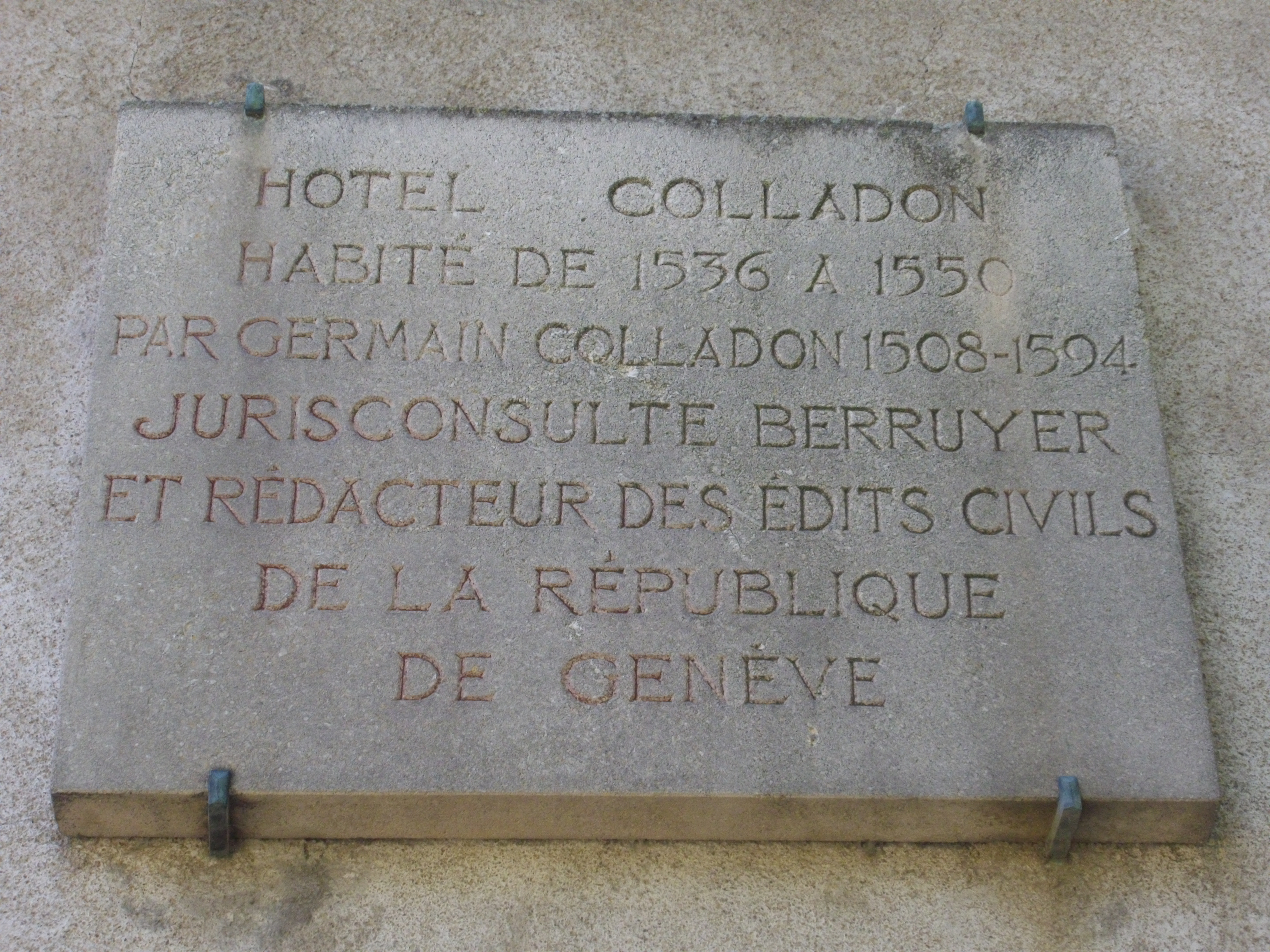
Plaque commémorative à Bourges.

Germain Colladon, né à La Châtre 1510 et mort à Genève le 23 janvier 1594, fut un des principaux législateurs de la Suisse calviniste au XVIe siècle, criminaliste et jurisconsulte. Rigoureux et intransigeant, il est un soutien indéfectible de Jean Calvin contre Michel Servet et reste connu pour son élaboration de la législation genevoise, la Rome protestante.

## Biographie
Germain Colladon (parfois donné pour Gervais dans les dictionnaires anciens) est né à La Châtre en Berry, d'un juge et garde du scel qui porte le même prénom, Germain Colladon (?1460-?1550) et de Guillemette de la Bretonnière (?1470-?1555). Le grand-père, Philippe Colladon, juge et garde de la ville et forteresse de la Châtre en Berry, l'avait fait clore de murs à ses dépens.
Il a un frère aîné, Léon, deux sœurs, Marie et Anne. Léon Colladon, juriste formé à l'université de Bourges comme Germain son frère, se retirera en 1550 à Genève où il décèdera en 1552. Germain entreprend des études de lettres et de droit à Bourges (1525-1527, 1530-1531) et à Orléans (1527-1530) à l'école des maîtres de l'humanisme juridique, comme André Alciat. Il épouse Claude Bigot, née le 21 septembre 1520, fille de Nicolas Bigot, échevin de la ville de Bourges en 1518, 1519 et 1520, lieutenant-général du bailliage du Berry en 1521, décédé le 15 juillet 1530 à cinquante cinq ans et de Catherine Cherrier. Germain Colladon professe le droit romain de 1531 à 1542, tout en fréquentant les audiences du parlement de Bourges dès 1533 et assiste à la rédaction des coutumes du Berry en 1539.
Il quitte Bourges pour Genève en 1550, où il devient l'ami de Jean Calvin et de Théodore de Bèze. Il est élu en 1559 au Conseil des Soixante et au Conseil des Deux-Cents, il est consulté pour les relations de Genève avec Berne et avec la Savoie; il devient ambassadeur aux « journées » (négociations) de Lausanne en 1564, de Saint-Julien en 1565, de Nyon en 1568 et de Berne en 1569. 
Germain Colladon soutient Jean Calvin contre Michel Servet dans le procès de 1553, ainsi que dans le procès de 1555 contre les soutiens d'Ami Perrin. Pénaliste et criminaliste intransigeant, il considère la peine de mort dans une perspective expiatoire. 
Germain Colladon émet 18 des 23 avis de droit  au Petit Conseil, dans le cas de condamnation à mort par noyade à Genève en 1558-1619. Dans le cas du jeune Bartholomé Tecia condamné en 1566 pour homosexualité, il préconise la torture pour obtenir des aveux et la peine n'aurait pas lieu d'être adoucie car Bartholomé a « constamment nié » sa culpabilité. La peine accoutumée à cette époque pour les cas de sodomie est la noyade.

## Rôle et influence
Germain Colladon est le maître d’œuvre des édits de 1568. Il devient ainsi le législateur de Genève, la Rome protestante. Ses édits politiques mettent à jour les ordonnances sur les offices de 1543, régissant l'organisation politique genevoise. Son œuvre la plus originale est formée par les édits civils, qui fixent pour plus de deux siècles les règles de procédure et de droit privé de Genève, dans une synthèse du droit genevois, du droit romain et des coutumes du Berry.
Il semble avoir été témoin conjointement avec Henry Scrimgeour, étudiant et professeur à l'Université de Bourges du testament de Louis Énoch, professeur de grec à Genève.